# Tabulário
Tabulário (em latim: Tabularium) era o principal repositório de registros da Roma Antiga e também um edifício que abrigava os escritórios de muitos oficiais do governo romano. Localizado no Fórum Romano, está localizado na encosta frontal do monte Capitolino, abaixo do Templo de Júpiter Capitolino, a sudeste da Cidadela de Roma (Arx) e da Rocha Tarpeia.
Dentro dos edifícios estão os restos do Templo de Vejóvis. Em frente estão os templos de Vespasiano e Concórdia, além da Rostra e o resto do Fórum. Atualmente, o Tabulário só é acessível por dentro dos Museus Capitolinos na Piazza del Campidoglio e de lá é possível ter uma vista panorâmica do Fórum.
O Tabulário foi construído por volta de 78 a.C. por ordem do ditador Lúcio Cornélio Sula. Em 46 d.C., foi reformado e renovado por ordem do imperador Cláudio.

## Arquitetura
O edifício tem uma fachada de blocos de peperino e travertino. As abóbadas no interior são de concreto. Seu grande corredor, com 67 metros de comprimento, a 15 metros de altura em relação ao fórum e apoiado numa enorme subestrutura, ainda está parcialmente preservado. Era iluminado por uma série de arcos divididos por colunas dóricas semi-destacadas, o exemplo mais antigo desta classe de decoração, que apareceria depois no Teatro de Marcelo, no Coliseu e em todos os grandes anfiteatros por todo o Império Romano.
A fachada estava de frente para o fundo do Templo da Concórdia, no Fórum, e consistia de três níveis ou andares. O primeiro era uma parede fortificada grande e alta com uma porta única e apenas algumas diminutas janelas no alto para iluminar o interior, as salas no nível do fórum. O segundo andar tinha uma arcada dórica (parcialmente preservada) e o terceiro, do qual nada restou, tinha uma alta colunata coríntia. Os andares superiores da estrutura foram muito alterados no século XIII, quando o Palazzo dei Senatori foi construído.

## Galeria

Coleção
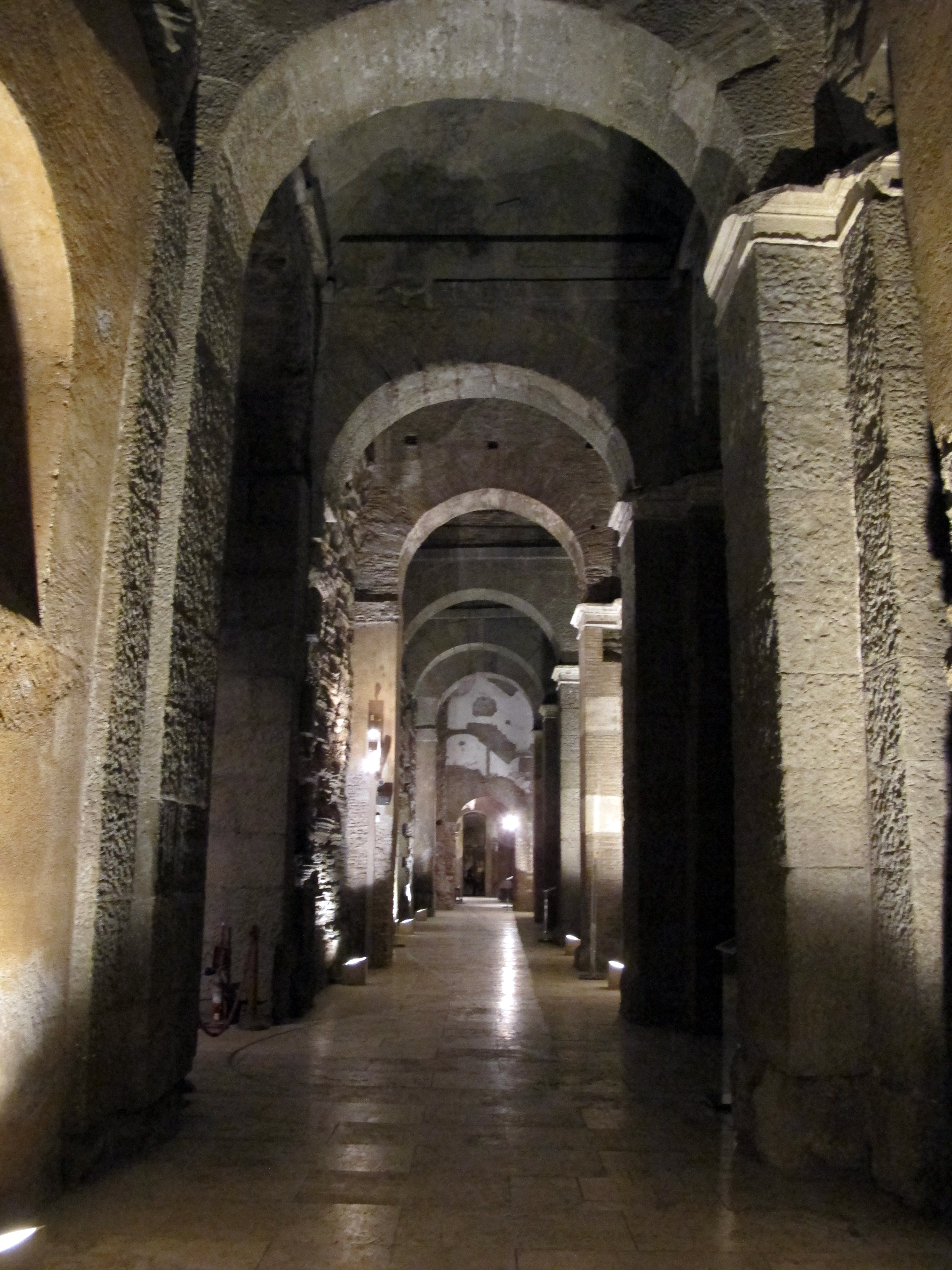
O "grande corredor" do Tabulário.
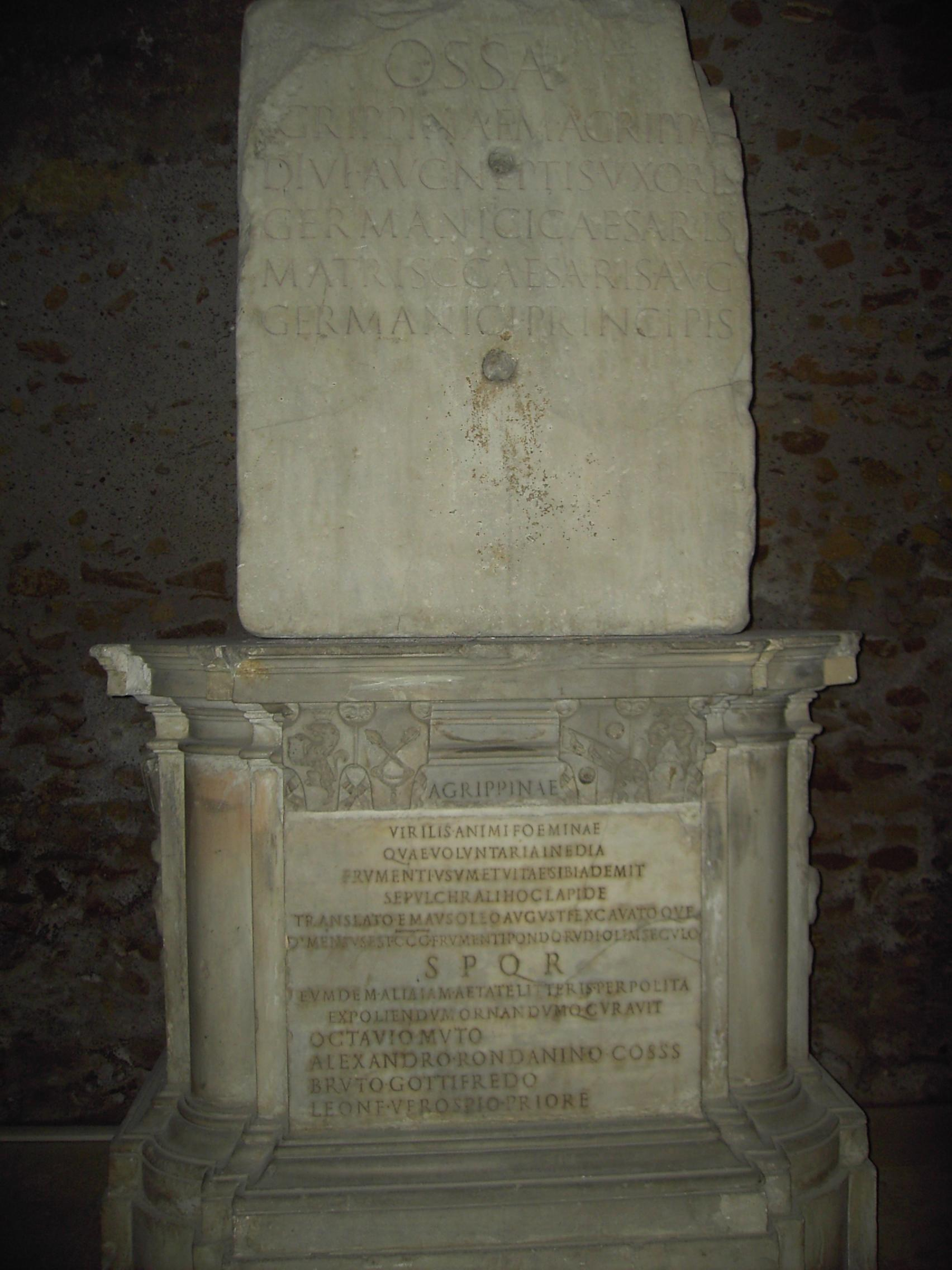
Lápide de Agripina Maior.
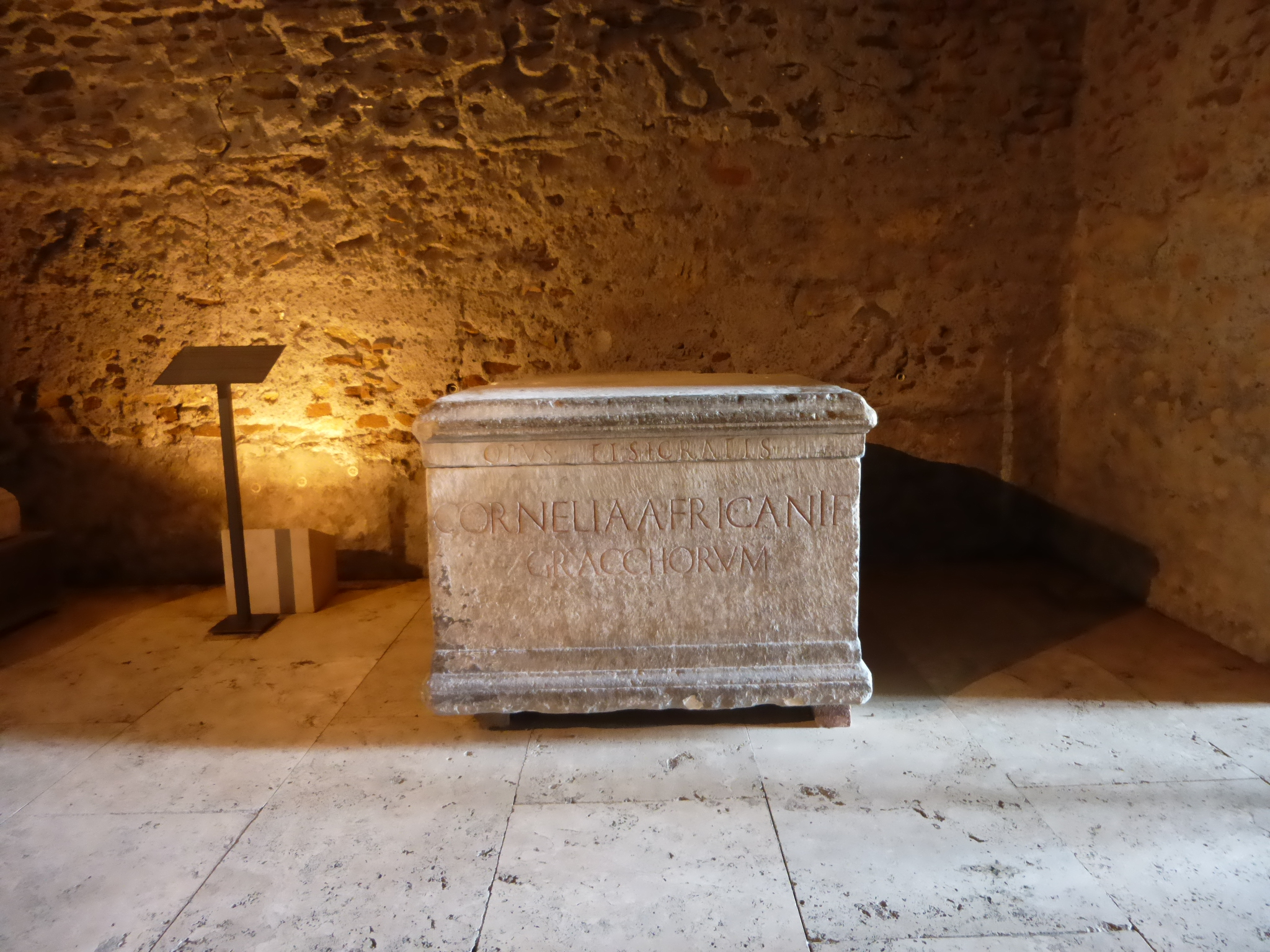
Pedestal de Cornélia Africana.
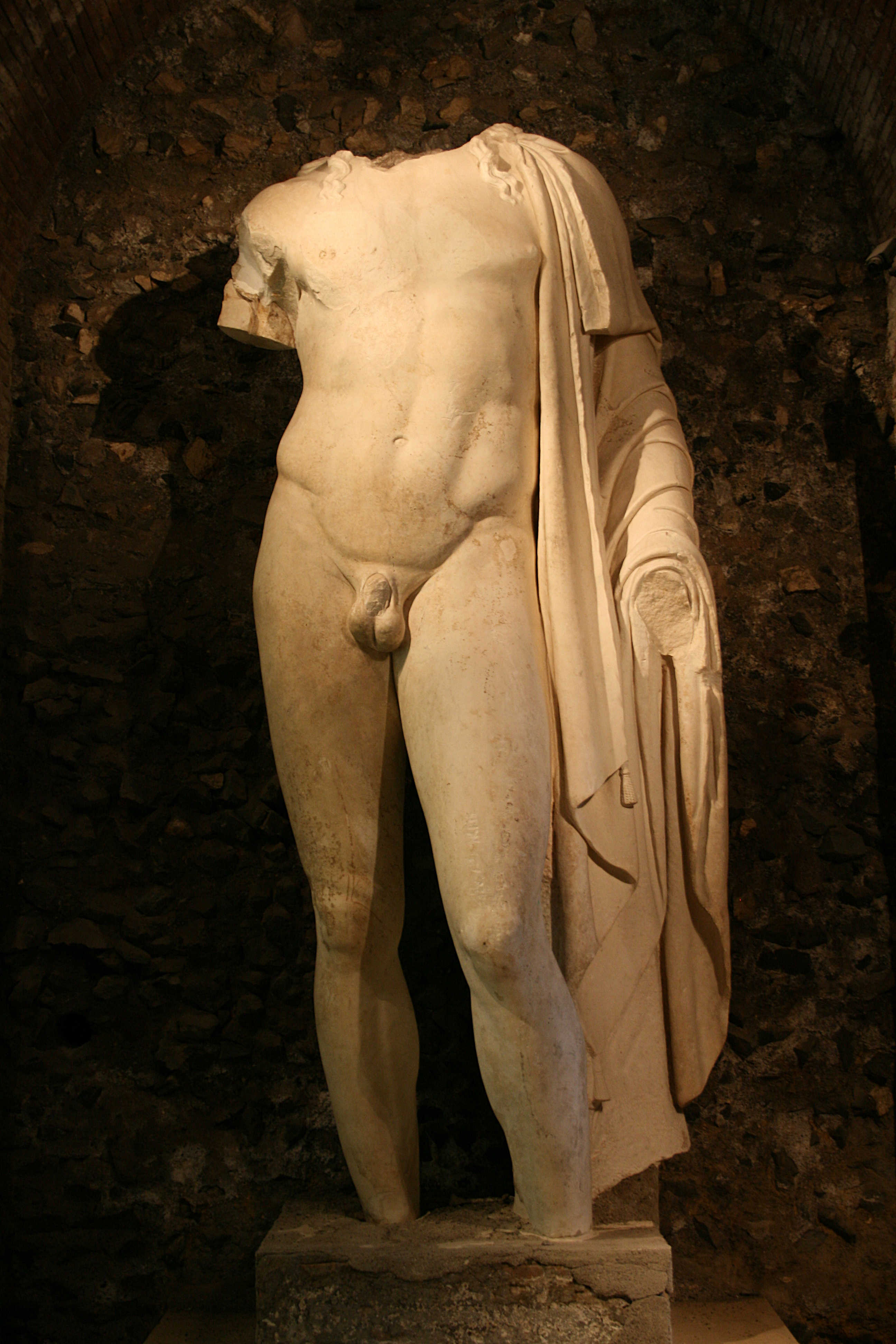
Estátua de Vejóvis.

## Localização
| Planimetria do Capitólio antigo |
| --- |
| Area capitolina Arx Fórum Romano Fóruns imperiais Velabro Templo de Júpiter Capitolino Tabulário Templo de Juno Moneta Teatro de Marcelo Fórum Holitório Templo de Belona Templo de Júpiter Ferétrio Templo de Vejóvis Auguráculo Iseu Templo de Júpiter Guardião (?) Templo da Concórdia (?) Templo de Júpiter Conservador Cabana de Rômulo Altar Templo Tensário Templo de Júpiter Tonante Clivo Capitolino "Cem Passos" Porta Pandana Templo de Jano Templo de Juno Sóspita Templo de Esperança Templo de Augusto Asilo "Entre Dois Bosques" Vico Jugário Campo de Marte Pórtico dos Deuses Harmoniosos Templo de Vespasiano Templo da Concórdia Tuliano Clivo Argentário Templo de Vênus Ericina Templo de Mente (?) Templo de Fides (?) Templo de Ops (?) Arco de Cipíão Templo de Saturno Basílica Júlia |